# یواس‌اس دیوی (دی‌دی-۳۴۹)
یواس‌اس دیوی (دی‌دی-۳۴۹) (به انگلیسی: USS Dewey (DD-349)) یک کشتی بود که طول آن 341 ft 3 in (104.01 m) بود. این کشتی در سال ۱۹۳۴ ساخته شد.